# 日本とクック諸島の関係
日本とクック諸島の関係（にほんとクックしょとうのかんけい、英語: Japan–Cook Islands relations）では、日本とクック諸島の関係について概説する。なお、クック諸島はニュージーランドとの自由連合形態を取り、同国の外交と防衛の最終責任はニュージーランドが負っている。そのためクック諸島を自治地域とみなし国家承認していない国も少なくないが、日本は国家承認ののち独立国としてクック諸島との外交関係を有している。

## 両国の比較
|               | クック諸島                    | 日本                           | 両国の差                      |
| ------------- | ----------------------------- | ------------------------------ | ----------------------------- |
| 人口          | 1万7548人（2019年）           | 1億2626万人（2019年）          | 日本はクック諸島の約7195.1倍  |
| 国土面積      | 237 km²                       | 37万7972 km²                   | 日本はクック諸島の約1594.8倍  |
| 人口密度      | 74 人/km²（2019年）           | 347 人/km²（2018年）           | 日本はクック諸島の約4.7倍     |
| 首都          | アバルア                      | 東京都                         |                               |
| 最大都市      | アバルア                      | 東京都区部                     |                               |
| 政体          | 立憲君主制                    | （民主制）議院内閣制           |                               |
| 公用語        | ラロトンガ語 英語             | 日本語（事実上）               |                               |
| 通貨          | ニュージーランド・ドル        | 日本円                         |                               |
| 国教          | なし                          | なし                           |                               |
| 人間開発指数  | 0.829（2008）                 | 0.919（2019）                  |                               |
| 民主主義指数  | ‐                             | 7.99                           |                               |
| GDP（名目）   | 3億7909万7592米ドル（2019年） | 5兆819億6954万米ドル（2019年） | 日本はクック諸島の約13405.4倍 |
| 一人当たりGDP | 21603米ドル（2019年）         | 40246.9米ドル（2019年）        | 日本はクック諸島の約1.9倍     |
| 経済成長率    | 4.8%（2019年）                | 0.7%（2019年）                 |                               |
| 地図          |                               |                                |                               |

## 歴史

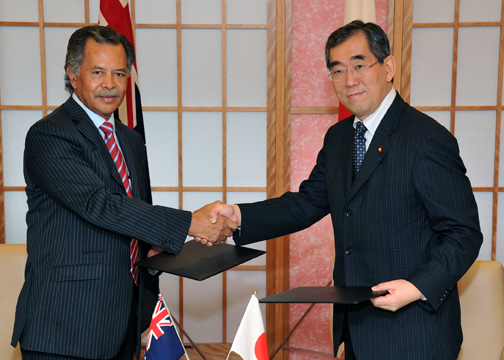
日・クック諸島外交関係開設に係る署名式（2011年）
左：クック諸島のヘンリー・プナ首相、右：日本の松本剛明外務大臣

クック諸島は1901年、英国から独立したニュージーランドの属領となる。その後、第二次世界大戦終結直後の1946年にはクック諸島に立法評議会が設立されるなど自治の動きが始まり、1964年にはクック諸島憲法が承認・可決される。翌1965年には内政自治権を獲得し、ニュージーランドとの自由連合に移行。外交及び軍事の最終責任を除いた自治権を持ち、行政権と立法権を有する国家となった。1973年には、ニュージーランドとの共同宣言で、独自に諸外国と外交関係を結ぶ権利が認められた。ただし日本はすぐにはクック諸島を承認せず、ニュージーランド政府を介した交流を継続した。
2011年3月25日、日本はクック諸島を国家として承認。同年6月のクック諸島首相夫妻の来日を機に外交関係樹立に関する署名式が開かれ、二国間外交関係が開設された。
2021年に両国は「日・クック諸島外交関係樹立10周年」を迎えた。それに伴い、記念事業や記念ロゴデザインの募集が2020年に実施された。

## 外交

### クック諸島要人の訪日

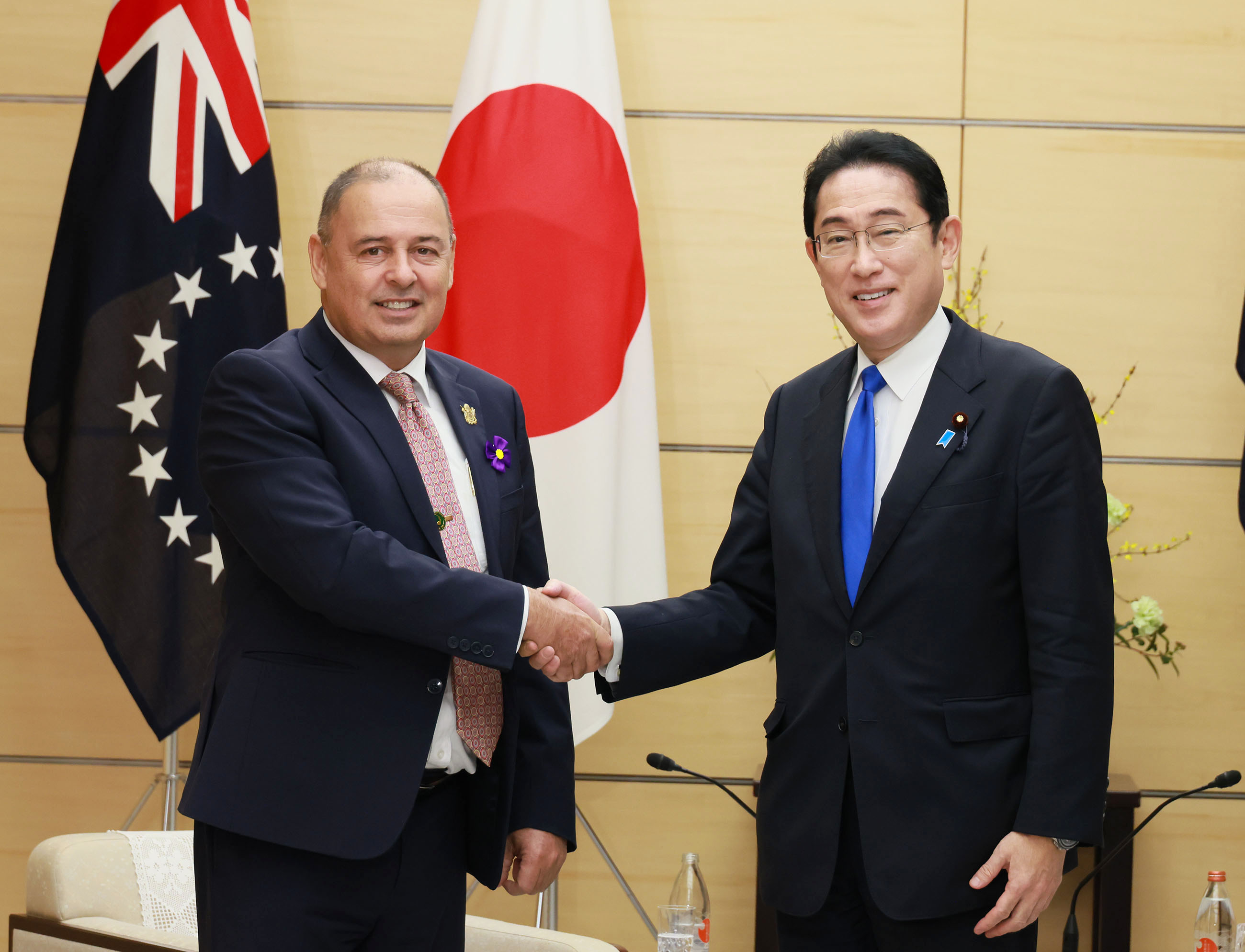
日・クック諸島首脳会談（2023年2月）
左：クック諸島のマーク・ブラウン首相、右：日本の岸田文雄首相

国家承認及び外交関係樹立は2011年であるが、それ以前にもクック諸島は一定の主権実体として日本との交流を持っており、1987年にはトム・デイビスが、1988年には ププケ・ロバティが、1989年・1997年・1998年にはジョフリー・ヘンリーが、2000年にはテレパイ・マオアテが、2003年にはロバート・ウーントンが、2006年及び2009年にはジム・マルライが、クック諸島首相として太平洋・島サミットなどの為に訪日していた。
2011年6月、クック諸島首相のヘンリー・プナは国家承認そして外交関係樹立以後初めて訪日を実施し、内閣総理大臣の菅直人と首脳会談を実施。三カ月前に発生した東日本大震災への弔意をクック諸島側は日本に伝えたほか、気候変動や太陽光エネルギーについての意見交換がなされた。その後、ヘンリー・プナは太平洋・島サミットの為に何度か訪日を実施し、それに際して日本要人との会談を実施。特に2015年の訪日では安倍晋三と首脳会談を実施、2018年の訪日では安倍晋三との首脳会談及び河野太郎との外相会談を実施して「自由で開かれたインド太平洋」構想についてが話し合われた（ヘンリー・プナはクック諸島外相も兼任）。

### 日本要人のクック諸島訪問

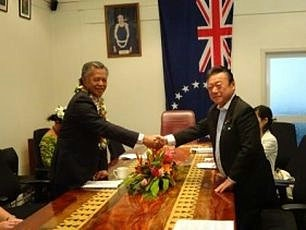
クック諸島のヘンリー・プナ首相と日本の櫻田義孝特使による会談（2015年8月）

外交関係成立からおよそ一年の2012年8月には外務大臣政務官の中野譲がクック諸島を訪問し、第六回太平洋・島サミットのフォローアップ及び同国が関心を寄せる気候変動や持続可能な開発について意見交換が実施された。2015年8月には、クック諸島の自治50周年記念式典出席のため総理特使として衆議院議員の櫻田義孝が派遣され、同式典に参加していたニウエ首相のトケ・タランギ及びクック諸島首相ヘンリー・プナのと会談を実施した。2018年8月には、外務大臣政務官の堀井巌が第53回クック諸島憲法記念日式典への出席や消防車給与式出席のために、オセアニア歴訪先の一国にクック諸島を選んだ。2023年3月には、外務大臣の林芳正が日本の外務大臣としてはじめてクック諸島を訪れた。

### 外交使節

#### 駐日クック諸島大使
なし

## 経済関係

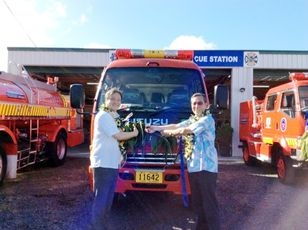
テイムリモティア消防署へ消防車を供与する式典（2018年8月）

2019年、日本の対クック諸島貿易は、輸出額2.6億円、輸入額12.1億円となっており、日本の赤字となっている。日本がクック諸島から輸入している品としては、マグロやカツオといった水産品のほか、特産品であるノニジュースなどが挙げられる。
日本はニュージーランドやオーストラリアなどと並ぶクック諸島の主要な援助国であり、資源に乏しく且つ災害に脆弱な島国であるという背景から、支援内容は防災やエネルギー、水産面は多い。近年の主要支援は、マウケ島の生活用水・農業用水及び火災時の為の消火用水確保のための「マウケ島貯水タンク整備計画」や、児童の教育環境向上を図る「アピイ・テ・ウキ・オウ小学校多目的教室建設計画」などが挙げられる。
クック諸島は恵まれた気候からリゾート地としての潜在性が高く、今後は観光需要の増加が見込まれている。その事から、2014年にはクック諸島観光局が初の日本事務所を開設した。